# Ringo Starr
Richard Starkey (Liverpool, 7 de julio de 1940), más conocido como Ringo Starr, es un músico, multiinstrumentista, cantante, compositor y actor británico, conocido por ser baterista de la banda de rock The Beatles. Antes de formar parte de The Beatles, Starr fue miembro de otra banda de Liverpool, Rory Storm and the Hurricanes. En agosto de 1962, Pete Best fue despedido y Ringo ocupó su lugar. Además de tocar la batería, Starr participó como vocalista en varias canciones versionadas o creadas por el grupo como «With a Little Help from My Friends», «Yellow Submarine», «I Wanna Be Your Man», «Act Naturally», «Boys», entre otras y fue el compositor de las canciones «Don't Pass Me By» y «Octopus's Garden». 
La contribución creativa de Starr a la música de The Beatles fue objeto de elogios por músicos y críticos. El baterista Steve Smith comentó que la popularidad de Starr «dio luz a un nuevo paradigma donde se comenzó a ver al batería como un participante más en el aspecto compositivo». En 2011, los lectores de la revista musical Rolling Stone eligieron a Starr el quinto mejor baterista de todos los tiempos.
Tras la separación de The Beatles en 1970, Starr comenzó una carrera musical en solitario con éxitos comerciales en la década de 1970 como Ringo (1973) y Goodnight Vienna (1974) y varios fracasos en la década de 1980, durante la cual desarrolló una actividad cinematográfica paralela, participando en películas como El cavernícola (1981). Además, participó como músico de sesión en trabajos de otros artistas, incluyendo sus tres antiguos compañeros de The Beatles, y narró las dos primeras temporadas de la serie infantil animada Thomas y sus amigos. En 1989, creó Ringo Starr & His All-Starr Band, una banda con una formación rotatoria al estilo de Bill Wyman's Rhythm Kings y con la que sale anualmente de gira, y publicó el álbum Time Takes Time, la primera de una serie de colaboraciones con el músico Mark Hudson, quien produjo posteriores trabajos como Vertical Man (1997), Ringo Rama (2003) y Choose Love (2005). Su disco Postcards from Paradise fue publicado en 2015.

## Biografía

### Primeros años (1940-1961)
Starkey nació en el seno de una familia trabajadora el 7 de julio de 1940 en el 9 de Madryn Street de Dingle, un suburbio portuario de Liverpool, Inglaterra. Sus padres, Elsie Gleave Parkin y Richard Starkey, se divorciaron, quedando el joven al cuidado de su madre. Ambos se mudaron al 10 de Admiral Grove, a la vez que su madre alternaba distintos trabajos.
Con seis años, debido a las complicaciones de una grave peritonitis, permaneció en coma durante diez semanas. A los 13, después de que su madre contrajera matrimonio con Harry Greaves, un resfriado se convirtió en pleuresía, lo que le obligó a ser ingresado en el Myrtle Street Hospital, donde permaneció durante dos años.
Su ausencia del aula le dificultó el aprendizaje, por lo que a su salida apenas sabía leer y escribir. Trabajó, gracias al apoyo de su padrastro, para la British Rail como mensajero, aunque a las seis semanas fue despedido por no pasar el examen médico. Poco después, Harry Greaves logró encontrarle trabajo como aprendiz de ensamblador en una compañía mecánica local.
Pese a todo, y debido al auge del skiffle, la mayor afición de Ringo era la música. Durante su estancia en el hospital, aprendió a tocar el tambor en las clases de música que se impartían. A su salida de este, Harry Greaves le compró una batería de segunda mano. Tocó para algunas bandas locales: primero en bailes junto a Eddie Clayton y más tarde con The Darktown Skiffle Group, aunque alcanzó cierta reputación en el grupo Rory Storm & The Hurricanes, donde cambió su nombre por el de Ringo Starr (Ringo debido a los numerosos anillos que usaba (aunque él en una entrevista dijo "lo elegí porque es nombre de perro y los perros me agradan"), y Starr para anunciar su solo de batería como Starr Time).
En el otoño de 1960, y después de numerosos conciertos en su Liverpool natal, Ringo, junto a Rory Storm and the Hurricanes (que era el grupo más popular en Liverpool en ese tiempo), tocó en Hamburgo, Alemania, donde conoció a The Beatles. En varias ocasiones sustituyó a Pete Best a la batería debido a su ausencia, y entabló una gran amistad con los chicos de la banda.

### Con The Beatles (1962-1970)

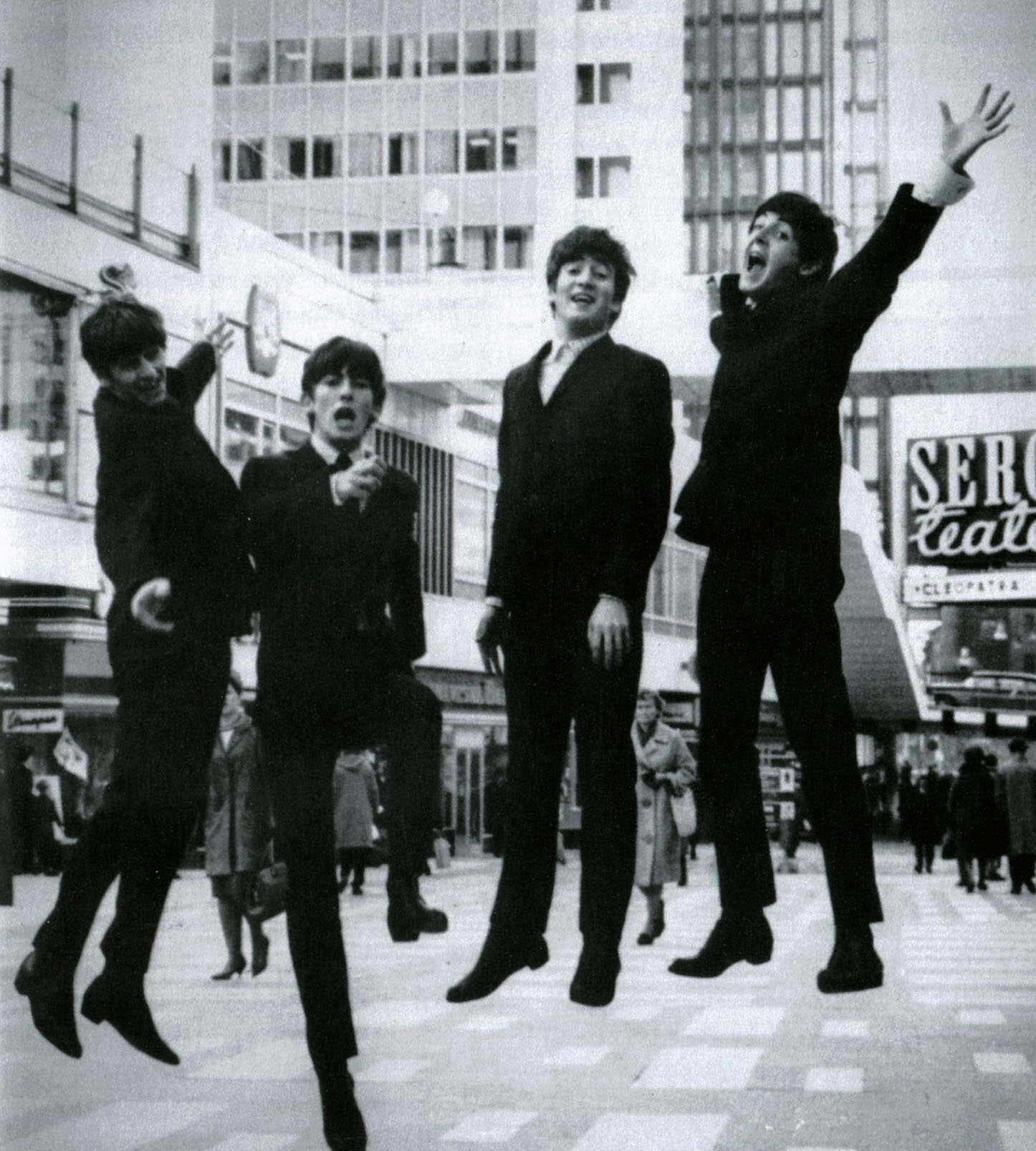
The Beatles en Estocolmo en octubre de 1963.

Ringo abandonó Rory Storm and the Hurricanes en enero de 1962 para unirse brevemente al grupo de Tony Sheridan en Hamburgo. El 14 de agosto, John Lennon le preguntó si quería unirse a The Beatles y aceptó la propuesta. Dos días después, Brian Epstein, representante del grupo, expulsó a Pete Best, quien comentó sobre el hecho: «Me dijo: "Tengo malas noticias para ti. Los chicos te quieren fuera y a Ringo dentro". Dijo que George Martin no estaba contento con mi modo de tocar y que los chicos pensaban que no encajaba bien». Starr tocó por primera vez como miembro del grupo el 18 de agosto de 1962 en Port Sunlight. Tras su aparición en Cavern Club al día siguiente, seguidores de Best, descontentos con su expulsión, comenzaron a vigilar la casa de Starr y a gritarle en el club: «Pete forever! Ringo never!» –en español: «¡Pete siempre, Ringo nunca!»–. Durante un concierto, George Harrison recibió un golpe en el ojo izquierdo, y Epstein se vio obligado a contratar a un guardaespaldas para garantizar la seguridad del grupo.
La primera sesión de grabación en la que participó Starr tuvo lugar el 4 de septiembre de 1962. Sobre esta sesión, afirmó que Martin había pensado que «estaba loco y no podía tocar porque estaba intentando tocar la batería y la percusión al mismo tiempo, éramos una banda de cuatro músicos». Para la segunda sesión, que tuvo lugar el 11 de septiembre, Martin reemplazó a Ringo por un batería de sesión, Andy White, para grabar el primer sencillo del grupo, «Love Me Do» y «P.S. I Love You». Starr solo llegó a tocar la pandereta en la primera canción y las maracas en la segunda. Preocupado por su estatus dentro del grupo, Starr dijo: «Pensé que era el final, van a convertirme en un Pete Best». Sin embargo, Martin posteriormente comentó: «Simplemente no sabía lo que Ringo sabía hacer y no estaba dispuesto a correr ningún riesgo».
En noviembre de 1962, Starr ya era aceptado por los seguidores del grupo, y solía recibir una ingente cantidad de correo de sus admiradores, al igual que el resto del grupo, lo cual ayudó a afianzar su posición en la banda. Starr se consideró a sí mismo afortunado de estar en la misma «onda» que sus compañeros: «Tenía que ser así, o de lo contrario no habría durado. Tenía que unirme a ellos tanto como persona como batería». Además, obtuvo un pequeño porcentaje sobre las ganancias de Northern Songs, la compañía editorial de Lennon y McCartney, aunque destinó las ganancias de este periodo a Beatles Ltd., una corporación creada a partes iguales por los miembros del grupo y financiada mediante los ingresos de los conciertos. Sobre el estilo de vida que comenzó a llevar tras alcanzar el éxito con The Beatles, el músico comentó: «Viví en clubes nocturnos durante tres años. Solía ser una fiesta sin fin».
En 1963, The Beatles alcanzaron una fama creciente en Gran Bretaña: en enero, su segundo sencillo, «Please Please Me» siguió la estela de «Love Me Do» en la lista de éxitos británica, y una aparición en el programa de televisión Thank You Lucky Stars les valió buenas críticas, lo cual incrementó sus ventas y su difusión por radio. A finales de año, el fenómeno de la Beatlemanía había crecido por todo el país, y en febrero de 1964 traspasó las fronteras hasta los Estados Unidos tras aparecer en The Ed Sullivan Show y lograr una audiencia de 73 millones de espectadores. Sobre la creciente fama, Starr comentó: «Me chocó ver y escuchar a los niños saludándome. Me hice como una personalidad... Nuestro llamamiento... es que somos chicos normales». Ringo fue también sujeto de varias canciones escritas en la época, como «I Want to Kiss Ringo Goodbye» de Penny Valentine y «Ringo for President» de Rolf Harris. En 1964, chapas con el lema «I love Ringo» se agotaron en todos los mercados con memorabilia del grupo, y durante los conciertos, el grupo mantuvo el momento Starr Time, popular entre los seguidores, durante el cual Lennon situaba un micrófono frente a la batería de Ringo para que cantase. Cuando el grupo debutó en el cine con A Hard Day's Night, Starr obtuvo elogios de la crítica cinematográfica, que consideró las frases inexpresivas de una sola línea y sus escenas sin diálogo como los aspectos más destacados del filme. El director Richard Lester tuvo que arreglar las secuencias sin diálogo debido a la falta de sueño de Starr durante la noche anterior. Al respecto, el músico comento: «Era incapaz de articular una frase porque estuve bebiendo toda la noche anterior». Tras el estreno de Help!, el segundo largometraje del grupo, Starr ganó una encuesta en Melody Maker por su interpretación de personaje central de la película.

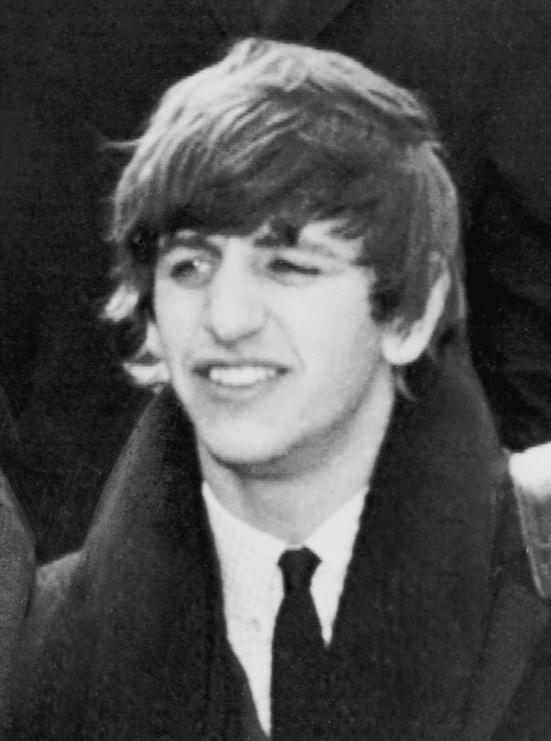
Ringo a su llegada a Nueva York en febrero de 1964.

En junio de 1964, Ringo sufrió una faringitis y una amigdalitis que le impidió sumarse a una gira por Dinamarca, Países Bajos, Asia, Australia y Nueva Zelanda. Durante los días de recuperación en su hogar, Starr fue reemplazado por Jimmie Nicol, un batería de sesión que tocó con el grupo en cinco conciertos. Tras recuperarse, se unió a sus compañeros en Melbourne el 15 de junio. Durante las vacaciones de Navidad, Starr se sometió a cirugía para que le extrajeran las amígdalas. Posteriormente, admitió que tenía miedo de que le reemplazaran permanentemente durante su convalecencia. En agosto del mismo año, cuando el grupo conoció a Bob Dylan, una de las principales influencias musicales de The Beatles, Starr fue el primero en probar el cannabis que le ofreció el músico, mientras Lennon, McCartney y Harrison vacilaban.
El 11 de febrero de 1965, contrajo matrimonio con Maureen Tigrett, a quien conoció tres años antes. Durante la época, los aspectos negativos de la fama alcanzaron un techo para Starr, que llegó a recibir una amenaza de muerte antes de un concierto en Montreal, lo cual le obligó a colocar los timbales verticalmente para que le brindaran protección ante un hipotético atentado. Sobre la constante presión durante los conciertos, Starr comentó: «Nos estábamos convirtiendo en músicos tan malos... no había ninguna ranura para ello». Además, a medida que sus compañeros abandonaban el terreno tradicional del rock y experimentaban con nuevos sonidos que no requerían su contribución, comenzó a sentirse aislado, y reconoció pasar muchas horas durante las sesiones de grabación jugando a las cartas con Neil Aspinall y Mal Evans.
En agosto de 1966, el grupo publicó Revolver, que incluyó «Yellow Submarine», el único sencillo del grupo número uno en el Reino Unido cantado por Starr. A finales de agosto, y debido a las crecientes presiones de las giras, el grupo ofreció su último concierto en el Candlestick Park de San Francisco. Sobre la decisión de dejar de tocar en directo, Starr comentó: «Abandonamos las giras en el momento adecuado. Cuatro años de beatlemanía eran suficientes para cualquiera». En diciembre, trasladó su residencia a una finca de lujo de tres hectáreas en Saint George's Hill llamada Sunny Heights.
En Sgt. Pepper's Lonely Hearts Club Band, publicado un año después, Starr cantó la canción de Lennon/McCartney «With a Little Help from My Friends». Aunque el álbum obtuvo reseñas positivas y supuso un nuevo éxito comercial, las largas horas que pasaron en los estudios de grabación contribuyeron a incrementar el sentimiento de alejamiento que sufría Starr. Al respecto, comentó: «No fue nuestro mejor disco. Fue lo máximo para cualquier otra persona, pero para mí fue un poco como ser un músico de sesión... Ellos más o menos me dirigían en el estilo que debía tocar». Su incapacidad para componer canciones condujo a que sus esfuerzos se minimizaran durante las sesiones, y a menudo se encontró relegado a añadir pequeños efectos de percusión a las canciones de sus compañeros. Durante las horas de inactividad, Starr comenzó a tocar la guitarra: «Yo saltaba en acordes que nadie parecía conocer. Gran parte de lo que escribí es de doce compases».
La muerte de Epstein en agosto del mismo año dejó al grupo sin representante y con un futuro incierto. Al respecto, Starr comentó: «Fue un tiempo extraño para nosotros, cuando es alguien que se había involucrado en el negocio, donde nunca nos habíamos metido». Poco después, el grupo comenzó a rodar Magical Mystery Tour, un proyecto cinematográfico que obtuvo por primera vez críticas negativas tras su retransmisión por la BBC en Navidad de 1967. Su creciente interés en la fotografía permitió a Starr ser acreditado como director de fotografía en la película.
En febrero de 1968, Starr fue el primer beatle en participar en un concierto de otro artista sin la presencia de sus compañeros de grupo: cantó la canción de Buck Owens «Act Naturally» e interpretó a dúo con Cilla Black el tema «Do you Like Me Just a Little Bit?» en el programa de televisión Cilla. A finales del mismo año, Apple Records publicó The Beatles, un doble álbum de estudio comúnmente llamado The White Album. La inspiración creativa para el doble álbum surgió a raíz del retiro espiritual que el grupo disfrutó en Rishikesh con Maharishi Mahesh Yogi. A pesar de abandonar la India a los diez días, Starr compuso «Don't Pass Me By», su primera canción con The Beatles. Durante la grabación de The White Album, las relaciones dentro del grupo comenzaron a ser más tensas, y a medida que las sesiones avanzaban, el dinamismo colectivo del grupo empezó a decaer, de modo que en ocasiones solo uno o dos de sus miembros estaban involucrados en grabar una canción. Starr comenzó a cansarse del creciente autoritarismo de McCartney y del comportamiento pasivo-agresivo de Lennon, exacerbado por la constante presencia en el estudio de Yoko Ono, su nueva pareja. La tensión llegó a una situación culmen durante una sesión en la que McCartney recriminó su modo de tocar la batería, lo que llevó a Ringo a dejar el grupo durante dos semanas y tomarse unas vacaciones con su familia en un bote propiedad de Peter Sellers por Cerdeña. Una conversación con el capitán del barco, que explicó a Ringo la conducta de los pulpo en el mar, le sirvió de inspiración para componer «Octopus's Garden». Cuando regresó de vacaciones a Londres, encontró su batería cubierta de flores.
Aunque hubo un retorno temporal de las relaciones amigables durante las últimas sesiones de The White Album, el rodaje de Let It Be, el cuarto largometraje del grupo, y la grabación del consiguiente disco homónimo, tensó aún más las relaciones dentro del grupo, que desembocaron en su separación apenas un año después tras aparcar momentáneamente sus diferencias y grabar un último álbum, Abbey Road. El 20 de agosto de 1969, el grupo se reunió por última vez en los Abbey Road Studios para mezclar «I Want You (She's So Heavy)», y tras una reunión de negocios el 20 de septiembre, Lennon avisó a sus compañeros que abandonaba el grupo.

### Éxito en solitario conRingoyGoodnight Vienna(1971-1975)
Tras la separación de The Beatles el 10 de abril de 1970, Ringo continuó una carrera musical en solitario que inauguró con Sentimental Journey (1970), un disco con versiones de clásicos de jazz que grabó en los estudios de Apple Records en Savile Row durante los últimos meses de existencia del grupo. A pesar de su escasa promoción, el álbum alcanzó el puesto 7 en la lista británica UK Albums Chart y el puesto 22 en la lista estadounidense Billboard 200. Además, compaginó su trabajo como batería de The Beatles con una emergente carrera cinematográfica que comenzó con su incursión en la parodia de Peter Sellers The Magic Christian.
Seis meses después, tras conocer a Peter Drake durante las sesiones de grabación del álbum de George Harrison All Things Must Pass (1970), Starr grabó en Nashville Beaucoups of Blues, un disco de country. A pesar de obtener un éxito comercial moderado tras alcanzar el puesto 65 en los Estados Unidos, el músico aparcó momentáneamente su carrera musical y se centró en su actividad cinematográfica, grabando el documental de T. Rex Born to Boogie.
Aunque no volvió a grabar un nuevo disco en tres años, Starr publicó en 1971 el sencillo «It Don't Come Easy», una canción que coescribió con Harrison y que alcanzó el puesto cuatro tanto en el Reino Unido como en los Estados Unidos. Un año después, publicó «Back Off Boogaloo», un sencillo que alcanzó el puesto dos en el Reino Unido. Además, tocó como músico de sesión en discos como John Lennon/Plastic Ono Band (1970) y Living in the Material World (1973), y participó en The Concert for Bangladesh, un concierto benéfico que organizó Harrison en beneficio de las víctimas de la guerra de liberación de Bangladés.
En noviembre de 1973, obtuvo su mayor éxito comercial con Ringo, un disco que alcanzó el primer puesto en Canadá y la segunda posición en la lista estadounidense Billboard 200. El álbum, producido por Richard Perry, contó con la colaboración compositiva y musical de sus tres compañeros de The Beatles e incluyó «Photograph» y «You're Sixteen», los dos únicos sencillos del músico que alcanzaron el primer puesto en la lista Billboard Hot 100. «Oh My My», el tercer sencillo extraído de Ringo, supuso el quinto trabajo consecutivo de Starr en alcanzar el top 10 en Estados Unidos. 
Durante la época, Starr adquirió Tittenhusrt Park, una antigua mansión que Lennon compró años antes, y creó dentro del hogar un estudio de grabación llamados Startling Studios.
Un año después, publicó Goodnight Vienna, un álbum en el que contó con la colaboración de músicos como Lennon, Elton John, Jim Keltner, Harry Nilsson, Vini Poncia y Billy Preston. A pesar de seguir la fórmula de su antecesor, con composiciones de músicos coetáneos, obtuvo un menor éxito comercial al alcanzar el puesto 8 en los Estados Unidos y el puesto 30 en el Reino Unido. El álbum incluyó una versión del tema de The Platters «Only You (And You Alone)», que alcanzó el puesto seis en los Estados Unidos, y «No No Song», el séptimo sencillo consecutivo en alcanzar el top 10 en los Estados Unidos. 
Tras emprender junto con Harrison y Lennon acciones legales para disolver la sociedad The Beatles, Starr finiquitó su contrato con Apple Records en 1975 con la publicación de Blast From Your Past, un recopilatorio con sus canciones más célebres, y fundó Ring O'Records, un sello discográfico que siguió la estela de Harrison y su discográfica Dark Horse Records. Durante sus tres años de existencia, Ring O'Records publicó trabajos de músicos como David Hentschel, Bobby Keys, Carl Grossman y Graham Bonnet.
En 1971, fundó junto a Robin Cruikshank una compañía de muebles. Entre los diseños exclusivos de Ringo figuraban mesas con flores en forma de corazón que incluían pétalos ajustables.

### Ringo's Rotogravure,Ringo the 4thyBad Boy(1976-1979)
La repercusión musical y el éxito comercial Starr comenzaron a disminuir progresivamente desde mediados de la década de 1970, coincidiendo con el fin de Apple Records y la firma de sendos contratos discográficos con otros sellos. A pesar de ello, siguió grabando y publicando discos con asiduidad: en 1976 firmó un contrato con Atlantic Records y publicó Ringo's Rotogravure, un álbum que grabó en Los Ángeles con la colaboración de músicos como Eric Clapton, Peter Frampton y Dr. John. Aunque incluyó nuevamente composiciones de John Lennon, George Harrison y Paul McCartney, siguiendo la fórmula de trabajos como Ringo (1973) y Goodnight Vienna (1974), el álbum marcó el inicio de varios fracasos comerciales: alcanzó el puesto 28 en la lista estadounidense Billboard 200 y no entró en la lista de discos más vendidos de su país natal.
A raíz del menor éxito de Ringo's Rotogravure, Atlantic intentó modernizar a Ringo enfocando la producción de un nuevo disco, Ringo the 4th (1977), hacia el R&B y la música disco. Además, en lugar de contar con composiciones externas, incluyó un mayor número de canciones coescritas entre Ringo y Vini Poncia. Sin embargo, el disco fue un nuevo fracaso comercial: alcanzó el puesto 162 en la lista estadounidense Billboard 200. Según periodista Peter Palmiere: «Los críticos musicales y el público tomaron el álbum como una broma porque la voz de Ringo no encajaba en la música disco de Ringo the 4th». Además, el periodista afirmó que el disco destrozó su carrera musical y que no fue capaz de recuperarse comercialmente desde entonces.
El doble fracaso comercial de Ringo's Rotogravure y Ringo the 4th contribuyeron a que Atlantic rescindiera su contrato con Ringo, por lo que el músico se vio forzado a encontrar una nueva discográfica en los Estados Unidos. Tras firmar con Portrait Records, publicó Bad Boy, un disco grabado entre Vancouver y Bahamas y producido por Poncia. Sin embargo, la devaluación de la carrera musical de Starr siguió la misma estela que su predecesor: a pesar promocionar el disco con el especial de televisión Ringo: With a Litle Help From My Friends, solo alcanzó el puesto 129 en la lista estadounidense Billboard 200 y no entró en la lista de discos más vendidos del Reino Unido. Ninguno de los dos sencillos promocionales extraídos del álbum, «Lipstick Traces (On A Cigarette)» y «Heart On My Sleeve», entró en la lista Billboard Hot 100.

### Stop and Smell the RosesyOld Wave(1980-1987)
Tras el fracaso comercial de Bad Boy, Ringo aparcó momentáneamente su carrera musical para centrarse en su faceta cinematográfica. En 1981 se estrenó El cavernícola, un largometraje en cuyo rodaje conoció a la actriz Barbara Bach, con quien contrajo matrimonio el 27 de abril de 1981.
En 1980, comenzó a grabar Stop and Smell the Roses, un disco que contó con la colaboración de músicos como George Harrison, Paul McCartney, Ron Wood y Stephen Stills, entre otros. En un principio, John Lennon, que publicó Double Fantasy (1980) tras cinco años de silencio musical, ofreció a Ringo dos demos, «Nobody Told Me» y «Life Begins at 40», para que los grabase en Stop and Smell the Roses. Sin embargo, su asesinato en diciembre de 1980 trastocó los planes y obligó a Ringo a suspender la grabación para volar a Nueva York. De forma paralela, Harrison, que había ofrecido la canción «All Those Years Ago» a Starr, modificó la letra para homenajear a su antiguo compañero de grupo y la incluyó en su propio álbum, Somewhere in England (1981). La canción, publicada como sencillo, contó con la colaboración de Paul, Linda McCartney y Starr, y alcanzó el puesto dos en la lista estadounidense Billboard Hot 100. 
Un año después, Starr publicó Stop and Smell the Roses, un disco que obtuvo un mayor éxito en Estados Unidos con el primer sencillo, «Wrack My Brain», que alcanzó el puesto 38. Por otra parte, el álbum alcanzó el puesto 98 en la lista estadounidense Billboard 200 y se convirtió en su mayor éxito comercial desde la publicación de Goodnight Vienna (1974).
Apenas un año después, en diciembre de 1982, comenzó a grabar un nuevo álbum con la ayuda de Joe Walsh como productor musical. Sin embargo, la decisión de RCA Records de rescindir su contrato obligó a Ringo a negociar su publicación con otros sellos. El resultado, Old Wave (1983), fue un disco disponible en los Estados Unidos como importación que no entró en ninguna lista de éxitos. 
El decreciente interés general en la carrera musical de Ringo, sumado a problemas personales con el alcohol y su entrada en una clínica de rehabilitación, convirtió a Old Wave en su último trabajo de estudio en casi una década, hasta la publicación de Time Takes Time (1992). Entre 1984 y 1986, narró la serie infantil animada Thomas y sus amigos, una producción basada en los libros de Wilbert Awdry. También interpretó el personaje de Mr. Conductor en el spin-off Shining Time Station, que debutó en la cadena PBS en 1989. También tocó como músico de sesión en el disco de Harrison Cloud 9 (1987), y participó con Jeff Lynne, Eric Clapton, Elton John y Phil Collins en el concierto benéfico Prince's Trust.
Entre octubre y noviembre de 1988, Starr y Bach entraron en una clínica de desintoxicación de Tucson (Arizona) para tratar su alcoholismo. Una vez recuperado de su adición, Ringo creó Ringo Starr & His All-Starr Band, una banda con una formación rotatoria al estilo de Bill Wyman's Rhythm Kings que en su primera edición estuvo formada por Dr. John, Joe Walsh, Billy Preston, Levon Helm, Rick Danko, Nils Lofgren, Clarence Clemons y Jim Keltner.

### Time Takes Time,Vertical Many primeras giras (1990-1999)
En 1990, Starr grabó una versión de «I Call Your Name» para un especial de televisión con motivo del décimo aniversario de la muerte de John Lennon. La canción, producida por Jeff Lynne, incluyó la colaboración de músicos como Tom Petty, Joe Walsh y Jim Keltner. Un año después, hizo un cameo en el episodio Brush With Greatness de la serie de animación The Simpsons, y contribuyó con una nueva canción, «You Never Know», a la banda sonora del largometraje Curly Sue.
El éxito de su primera gira con The All-Starr Band animó a Ringo a trabajar en un nuevo álbum de estudio, Time Takes Time. El disco supuso su primer trabajo en casi una década, tras la publicación en 1983 de Old Wave, y contó con la producción de Lynne, Don Was, Peter Asher y Phil Ramone. A pesar de obtener mejores reseñas de la prensa musical, Time Takes Time obtuvo un escaso éxito comercial y no entró en ninguna lista de éxitos: solo el primer sencillo, «Weight of the World», alcanzó el puesto 74 en la lista UK Singles Chart, su mejor resultado en su país natal desde la publicación en 1974 de «Only You (And You Alone)». Entre junio y septiembre, salió de gira con la segunda edición de Ringo & His All-Starr Band, formada por Nils Lofgren, Todd Rundgren, Dave Edmunds, Burton Cummings, Timothy B. Schmit, Timmy Cappello y su hijo Zak Starkey. El álbum Live from Montreux incluyó el concierto que ofreció en Montreux, Suiza el 13 de julio.
Dos años después, Starr colaboró con George Harrison y Paul McCartney en The Beatles Anthology, un proyecto que incluyó la grabación de dos demos de Lennon sin finalizar, tres discos con rarezas y descartes inéditos de la carrera del grupo, y un especial televisivo emitido por episodios en ABC e ITV en 1995. El primer demo, «Free as a Bird», se convirtió en el primer sencillo de The Beatles desde 1970, mientras que «Real Love», la segunda canción inacabada de Lennon, apareció en Anthology 2. Durante la época, volvió a salir de gira con una tercera edición de The All-Starr Band, integrada por Randy Bachman, Mark Farner, Billy Preston, Felix Cavaliere, John Entwistle y Mark Rivera.
El éxito de Anthology favoreció la colaboración de McCartney, Harrison y Starr en varios proyectos en solitario. Starr apareció en dos canciones del disco de McCartney Flaming Pie (1997), que incluyó «Little Willow», una canción dedicada a su anterior mujer, Maureen, que murió de cáncer en 1994. El día antes de grabar «Beautiful Night», McCartney y Starr registraron una improvisación titulada «Really Love You». Un año después, Starr firmó un contrato con Mercury Records y publicó Vertical Man, el primero de una larga asociación con Mark Hudson, quien produjo el disco y formó The Roundheads, un grupo musical que sirvió como núcleo de apoyo a Ringo para componer y grabar canciones durante casi una década. Vertical Man contó también con la colaboración de Harrison en «King of Broken Hearts» y «I'll Be Fine Anywhere», y de McCartney en «What... in the World» y «I Was Walkin'», junto a otros invitados como Ozzy Osbourne, Brian Wilson y Alanis Morissette, entre otros. Tras casi dos décadas con una marcada devaluación de su carrera musical, Vertical Man se convirtió en el mayor éxito comercial de Ringo desde Goodnight Vienna (1974): en Estados Unidos, alcanzó el puesto 61 de la lista Billboard 200, mientras que en el Reino Unido llegó al puesto 85 en la lista de discos más vendidos.
El mismo año, Walsh y The Roundheads se unieron a Starr en el programa de televisión VH1 Storytellers, que fue publicado como disco en directo con el mismo título. Durante el concierto, alternó las canciones con detalles y anécdotas sobre su composición. En verano de 1998, volvió a salir de gira con la cuarta edición de The All-Starr Band, que contó con la participación de Peter Frampton, Gary Brooker, Jack Bruce, Simon Kirke, Scott Gordon y Rivera. Un año después, publicó I Wanna Be Santa Claus, un disco de villancicos en el que rescató «Christmas Time Is Here Again», una canción grabada originalmente por The Beatles en 1967 para un álbum navideño destinado al club oficial de seguidores del grupo y recopilada en 1970 en el álbum From Then to You.

### Ringo Rama,Choose LoveyLiverpool 8(2000-2009)

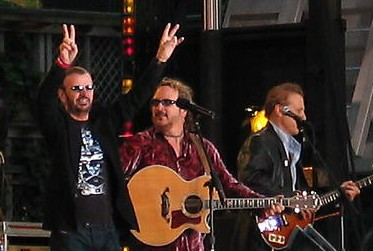
Ringo Starr en Nueva York en 2005 durante la promoción de Choose Love.

Ringo comenzó la nueva década ofreciendo conciertos en Canadá y los Estados Unidos con varias ediciones de The All-Starr Band: entre mayo y junio del 2000, salió de gira con la sexta edición del grupo, integrada por Dave Edmunds, Eric Carmen, Jack Bruce, Simon Kirke y Mark Rivera, y un año después, con una nueva edición renovada y formada por Roger Hodgson, Ian Hunter, Howard Jones, Greg Lake y Sheila E. El mismo año, colaboró con Jeff Lynne en la grabación de Zoom (2001).
En noviembre de 2001, sufrió la muerte George Harrison a causa de un cáncer de pulmón. Tras su muerte, comentó: «Echaremos de menos a George por su sentido del amor, de la música y de la risa». Un año después, Starr participó en Concert for George, un concierto homenaje a Harrison celebrado en el Royal Albert Hall en el que interpretó «Photograph» y «Honey Don't». Según la web oficial del concierto: «Ringo sorprendió a todos con lágrimas en los ojos con una interpretación de "Photograph", una composición que escribió con George, que parecía resumir cómo se sentían todos». El mismo año fue admitido en el Percusive Hall of Fame.
Un año después publicó Ringo Rama, su primer trabajo con Koch Records. El disco, nuevamente producido por Mark Hudson, contó con la colaboración de músicos como Billy Preston, Eric Clapton, David Gilmour y Willie Nelson e incluyó «Never Without You», un tributo a Harrison. Aunque obtuvo buenas reseñas de la prensa musical, su éxito comercial fue moderado y solo alcanzó el puesto 113 en la lista Billboard 200. Entre julio y septiembre, volvió a salir de gira con una nueva edición de The All-Starr Band formada por Colin Hay, Paul Carrack, John Waite, Sheila E y Rivera, y publicó el álbum en directo Tour 2003. El mismo año formó el sello Pumkinhead Records con Hudson. Aunque el sello no fue prolífico, contrató a Liam Lynch, quien produjo el álbum Fake Songs (2003).
En 2005 publicó Choose Love, un nuevo disco producido por Hudson que incluyó invitados como Billy Preston y Chrissie Hynde. Aunque obtuvo críticas similares a Vertical Man (1998) y Ringo Rama (2003), no entró en ninguna lista de discos más vendidos. Su publicación fue seguida de una gira promocional, primero con The Roundheads y posteriormente con una nueva edición de la All-Starr Band, formada por Billy Squier, Richard Marx, Edgar Winter, Rod Argent, Hamish Stuart y Sheila E. El concierto que ofreció con The Roundheads en el Genessee Theatre de Waukegan (Illinois) el 25 de agosto de 2005 fue publicado en el álbum en directo Ringo Starr: Live at Soundstage (2007). 
El mismo año, el Ayuntamiento de Liverpool anunció un plan para demoler el lugar de nacimiento de Starr, en 9 Madryn Street, al no tener «relevancia histórica». Sin embargo, posteriormente rectificó y anunció que el edificio iba a ser desmantelado ladrillo por ladrillo y preservado. En 2006, participó en el álbum de Jerry Lee Lewis Last Man Standing, cantando el tema de Chuck Berry «Sweet Little Sixteen», y anunció que iba a figurar como personaje de cómic en una película de animación de Pow! Entertainment producida por Stan Lee aun sin publicar.
En 2006, Daniel Finkelstein, columnista de The Times, emprendió una petición para que otorgaran el título de Sir a Ringo, después de que diez años antes le fuese concedido a McCartney. La petición fue respaldada en los periódicos The Sun y Canada National Post, y recibió un total de 1887 firmas. Aun así, el propio Ringo declaró no tener interés en el título, y preguntado si le molestaba no tener ese reconocimiento, contestó en tono jocoso: «No, no quiero ser un caballero, prefiero ser un duque o un príncipe».
En 2008, firmó un contrato con Capitol Records y lanzó Liverpool 8, un nuevo álbum publicado con motivo de la candidatura de Liverpool como Capital Europea de la Cultura. Aunque volvió a trabajar con Hudson como productor, fue reemplazado por David Stewart tras varias disputas con Ringo. Según el periodista Peter Palmiere, la ruptura tuvo lugar a causa de la insistencia de Ringo de usar nuevos sonidos propuestos por Stewart y rechazados por Hudson. En el sentido opuesto, el propio Ringo comentó sobre su ruptura con Hudson: «Fue una cuestión de amistad y sinceridad y no tiene nada que ver con los sintetizadores». El álbum obtuvo reseñas más críticas en comparación con Ringo Rama y Choose Love, y obtuvo un éxito comercial moderado al alcanzar el puesto 91 en la lista UK Albums Chart y el 94 en la lista Billboard 200. Entre junio y agosto, promocionó el disco con la décima formación de The All-Starr Band, formada por Squier, Hay, Winter, Wright, Stuart y Gregg Bissonette.
Otra disputa paralela enfrentó a Ringo con sus seguidores al publicar en su web un video en el que anunciaba que no iba a firmar más autógrafos a cualquier solicitud que recibiera por correo después del 20 de octubre de 2008. Poco después, justificó su decisión debido a la compra-venta de autógrafos a través de plataformas digitales como eBay: «Estaba firmando y luego estaba al día siguiente en eBay, de modo que decidí: "Creo que he hecho mi parte". Eso fue todo».
Un año después, Ringo se reunió con Paul McCartney en el concierto benéfico de David Lynch Change Begins Within', donde tocaron primero por separado y luego se juntaron en el escenario para tocar «With a Little Help from My Friends», «I Saw Her Standing There» y «Cosmically Conscious». Dos meses después, volvió a coincidir con McCartney en la promoción del videojuego The Beatles: Rock Band junto a Yōko Ono y Olivia Harrison en la Electronic Entertainment Expo 2009. En noviembre de 2009, volvió a dar voz a Thomas the Tank Engine para el sencillo benéfico «The Official BBC Children in Need Medley», que alcanzó el número uno en la lista UK Singles Chart.

### DeY NotaWhat's My Name(de 2010 en adelante)

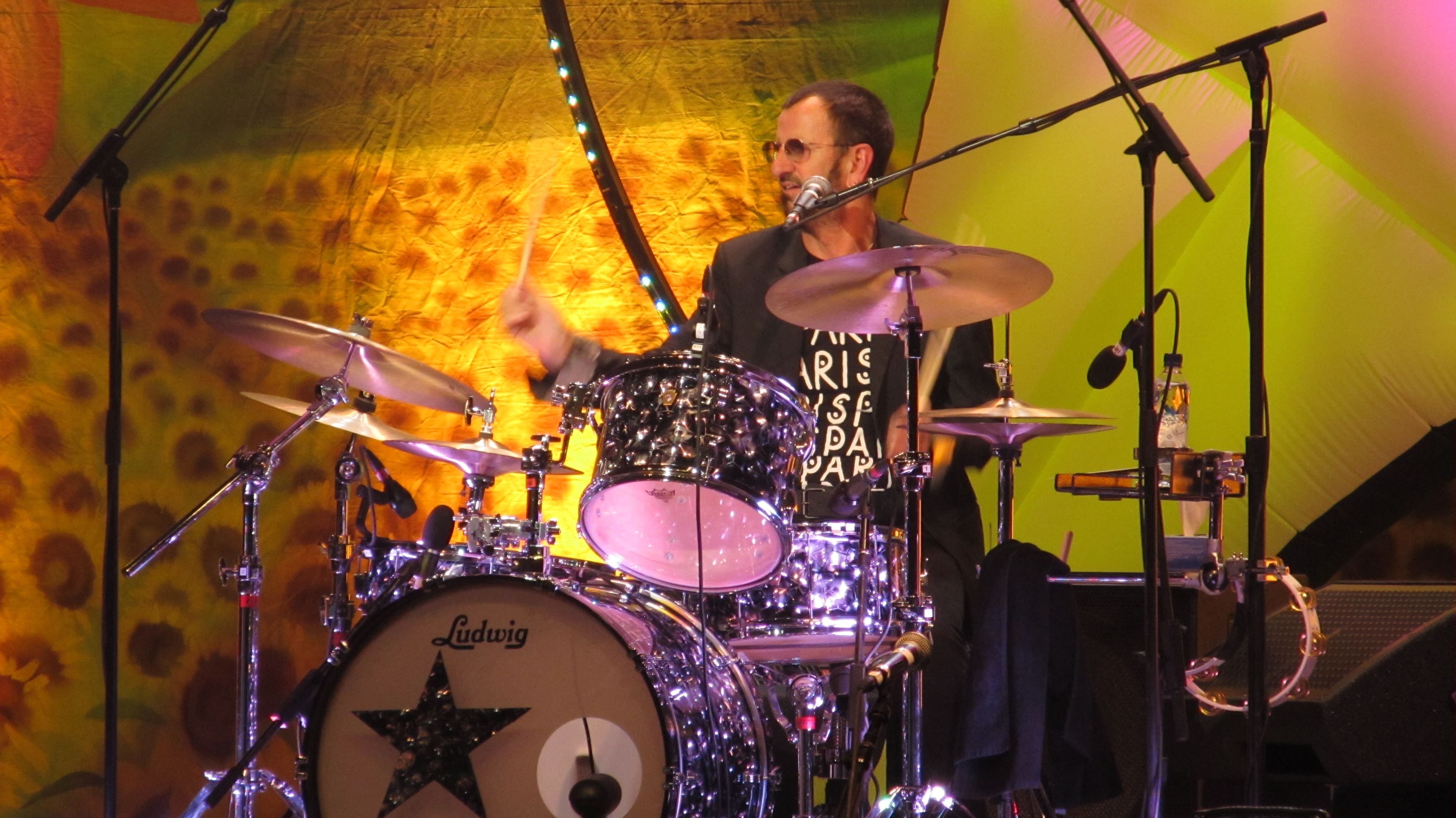
Ringo Starr con su All Starr Band en concierto en París, Francia el 26 de junio de 2011.

En enero de 2010 publicó Y Not, un disco de estudio producido por el propio Ringo y que contó con la colaboración de músicos como Joe Walsh, Joss Stone, Van Dyke Parks y Ben Harper, entre otros, además de la participación de Paul McCartney en el primer sencillo, «Walk with You». El álbum alcanzó el puesto 58 de la lista estadounidense Billboard 200, su mayor éxito comercial desde la publicación de Ringo's Rotogravure (1976). La publicación de Y Not fue seguida de una promoción en varios programas de televisión como The Daily Show, donde interpretó la canción «Walk With You», Late Night with Jimmy Falon, donde tocó «The Other Side of Liverpool», y en The Jay Leno Show.
El mismo año participó en el teletón Hope for Haiti Now como telefonista, y una semana después entregó con Norah Jones el Premio Grammy a la mejor grabación del año a Kings of Leon. Además, promocionó Y Not con una nueva gira de Ringo & His All-Starr Band, integrada por Wally Palmer, Rick Derringer, Edgar Winter, Gary Wright, Richard Page y Gregg Bissonette. Durante la gira, celebró su 70.º cumpleaños con un concierto en el Radio City Music Hall de Nueva York en el que participaron Paul McCartney, Yoko Ono y su hijo Zak Starkey. A mediados de 2011, anunció a través de su página web su primera visita a Latinoamérica como continuación de la undécima gira de su All-Starr Band. La parte latinoamericana de la gira incluyó conciertos en México, Chile, Argentina y Brasil en noviembre de 2011. El mismo año contribuyó al álbum tributo a Buddy Holly Listen to Me con una versión de «Think It Over».
En enero de 2012 publicó Ringo 2012, un disco de estudio que contó con invitados como Walsh, Dyke Parks, Stewart y Winter. El disco, que incluyó regrabaciones de «Step Lightly» y «Wings», publicadas en los álbumes Ringo (1973) y Ringo the 4th (1977) respectivamente, alcanzó el puesto 80 en la lista Billboard 200, un éxito comercial inferior a Y Not. La publicación de Ringo 2012 fue seguida de una nueva gira con la duodécima formación de su All-Starr Band, formada por Steve Lukather, Richard Page, Todd Rundgren, Gregg Rolie y Bissonette, por Estados Unidos y Canadá entre julio y agosto. La gira continuó en febrero de 2013 con once conciertos en Japón, Australia y Nueva Zelanda, y entre octubre y noviembre con varios conciertos en México, Brasil, Uruguay, Perú, Paraguay y Argentina. En junio del mismo año, publicó Photograph, un libro digital con fotografías e imágenes relacionados con su carrera musical procedentes de los archivos personales del músico. En septiembre, recibió la Legión de Honor francesa.
En enero de 2014, se unió a Paul McCartney en los Premios Grammy de 2014, donde ambos interpretaron la canción «Queenie Eye». En septiembre de 2014, ganó en los premios GQ Men of the Year Awards por su trabajo humanitario con la Fundación David Lynch.
En enero de 2015, Starr tuiteó el título de su nuevo álbum de estudio Postcards from Paradise. El álbum salió unas semanas antes de la inducción de Starr en el Salón de la Fama del Rock and Roll y fue lanzado el 31 de marzo de 2015 con críticas mixtas a positivas. El mismo año, Starr y su banda anunciaron una gira de verano de 2016 por Estados Unidos que comenzó en junio de 2016 en Syracuse.
El 7 de julio de 2017, coincidiendo con su 77.º cumpleaños, Starr lanzó el sencillo «Give More Love», seguido dos meses después del álbum homónimo, publicado por UMe. El álbum incluyó colaboraciones de McCartney, así como de otros colaboradores frecuentes como Joe Walsh, David A. Stewart, Gary Nicholson y miembros de la All-Starr Band. El 13 de septiembre de 2019, Starr anunció el próximo lanzamiento de su siguiente álbum, What's My Name, publicado por UMe el 25 de octubre de 2019.

### Década de 2020
Para celebrar su 80.º cumpleaños en julio de 2020, Starr organizó un concierto transmitido en vivo con la participación de amigos y colaboradores, incluidos McCartney, Walsh, Ben Harper, Dave Grohl, Sheryl Crow, Sheila E. y Willie Nelson. El espectáculo sustituyó su celebración pública anual de cumpleaños en el Capitol Records Building, que fue cancelada debido a la pandemia de COVID-19.
El 16 de diciembre de 2020, Starr publicó la canción «Here's to the Nights», escrita por Diane Warren y que contó con la participación de amigos como McCartney, Joe Walsh, Corinne Bailey Rae, Eric Burdon, Sheryl Crow, Finneas, Dave Grohl, Ben Harper, Lenny Kravitz, Jenny Lewis, Steve Lukather, Chris Stapleton y Yola. La canción fue el sencillo principal de su EP Zoom In, que fue lanzado el 19 de marzo de 2021.
En marzo de 2021, Starr declaró en una entrevista con Esquire que era poco probable que grabara otro álbum de larga duración, prefiriendo en su lugar lanzar EPs. En septiembre del mismo año, lanzó el EP Change the World, una secuela del EP anterior Zoom In.
El 7 de febrero de 2022, Starr anunció su intención de volver a salir de gira con su banda por primera vez desde 2019. La gira, programada para realizarse del 27 de mayo al 26 de junio, fue pospuesta hasta octubre debido a que dos miembros de la banda contrajeron COVID-19. En septiembre del mismo año, lanzó el EP EP3, seguido de una gira con la All-Starr Band por los Estados Unidos entre mayo y junio de 2023. Otro EP, Rewind Forward, fue publicado en octubre de 2023, y seguido unos meses después por Crooked Boy, lanzado inicialmente como edición exclusiva para el Record Store Day en 2024. 
En enero de 2025, publicó Look Up, un álbum de country producido por T Bone Burnett y su primer disco desde What's My Name.

## Habilidades musicales

### Influencias musicales

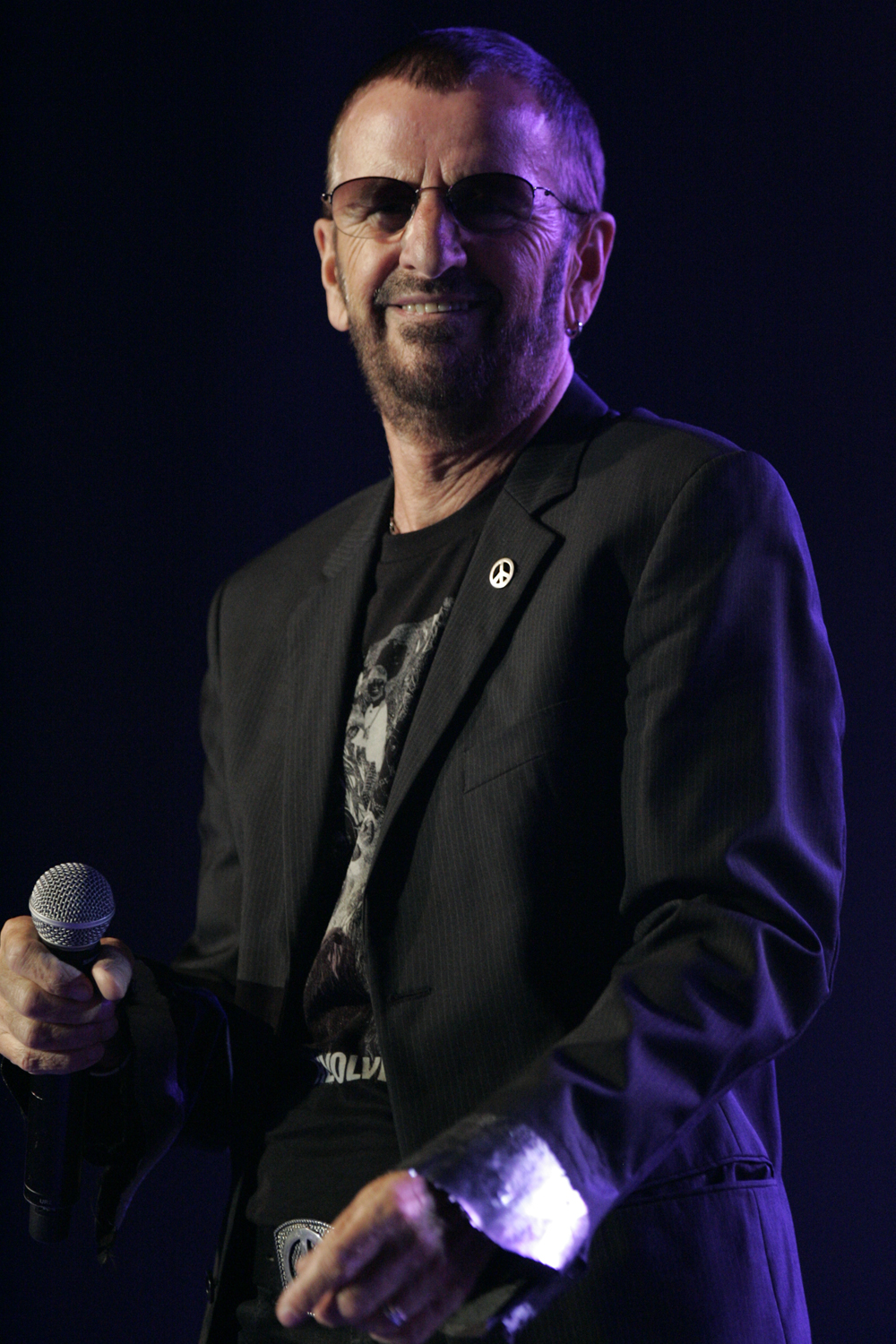
Ringo Starr en un concierto ofrecido en Sídney, Australia en febrero de 2013.

Durante su juventud, Starr fue un seguidor de la música skiffle y del blues, aunque tras unirse a The Texans en 1958, desarrolló un mayor interés por la música rock y por el rock and roll. También se sintió atraído por la música country, especialmente por artistas como Hank Williams, Buck Owens y Hank Snow, así como por baterías de jazz como Chico Hamilton y Yuself Lateef, cuyo estilo influyó en el modo de tocar de Starr. Años después, el propio Ringo versionó una canción de Owens, «Act Naturally», en el álbum de The Beatles Help! (1965), y realizó un disco completo con canciones country en Beaucoups of Blues (1970). Reflexionando sobre Buddy Rich, Starr comentó: «Él hace cosas con una mano que yo no puedo hacer con nueve, pero eso es técnica. Todo el mundo con quien hablo dice: "¿Qué te parece Buddy Rich?". Bueno, ¿qué pasa con él? Porque no me enciende». También comentó que «nunca estuvo muy metido en el mundo de los baterías», aunque identificó la versión que Cozy Cole hizo en 1958 de «Topsy Part Two» como «el único disco de un batería» que compró.
El primer héroe musical de Starr fue Gene Autry, sobre quien comentó: «Recuerdo que sentí escalofríos en la espalda cuando cantó "South of the Border"». A comienzos de la década de 1960 también fue seguidor de Lee Dorsey. En noviembre de 1964, comentó a la revista Melody Maker: «Nuestra música son versiones de segunda mano de músicos negros... El noventa por ciento de la música que me gusta es de color»

### Baterías
Aunque Starr reconoció sus propias limitaciones técnicas a la hora de tocar la batería con The Beatles, el efecto general de su contribución a la música del grupo recibió elogios de un notable número de baterías. Starr comento: «No soy bueno en los temas técnicos... Soy tu batería fuera de lo común con llenados divertidos... porque realmente soy un zurdo tocando un kit de diestros». Su batería era una Ludwig Black Oyster con su bombo de 20. Utilizaba platillos Zyn, Crash Ride 20 y Crash de 18. El productor musical George Martin comentó sobre Ringo: «Golpea bien y fuerte y usa bien el bombo, a pesar de que no podía hacer una tirada para salvar su vida», aunque posteriormente añadió: «Tiene un tremendo sentimiento. Siempre nos ayudó a conseguir el tempo adecuado para una canción, y nos dio ese apoyo, ese ritmo de fondo sólido y roquero, que hizo que todas las canciones de The Beatles fueran mucho más fáciles». Starr también comentó al respecto: «Siempre creí que el batería no está ahí para interpretar la canción», y comparó su profesión con la pintura: «Yo soy el fundamento, y luego pongo un poco de brillo aquí y allá... Si hay un error, quiero ser lo suficientemente bueno para llenarlo».
En 2011, los lectores de la revista Rolling Stone situaron a Ringo en el quinto puesto de la lista de los mejores baterías de todos los tiempos. El periodista Robyn Flans, que también trabajó en la revista Modern Drummer, escribió sobre Ringo: «No puedo contar el número de baterías que me dijeron que Ringo les inspiró su pasión por la batería». Entre ellos Max Weinberg, Dave Grohl, Danny Carey, Liberty DeVitto y Mike Portnoy han reconocido la influencia de Ringo. Por otra parte, el batería Steve Smith comentó sobre la contribución musical de Starr:

«Antes de Ringo, la estrella de los baterías se medía por su virtuosismo y su capacidad de hacer solos. La popularidad de Ringo trajo un nuevo paradigma en cómo el público veía los baterías. Comenzamos a ver los baterías como una participación idéntica del aspecto compositivo. Una de las mejores cualidades de Ringo era que componía partes estilísticas y únicas de batería para las canciones de The Beatles. Sus contribuciones son tan parte de la firma de las canciones que podías escuchar la batería de Ringo sin el resto de la música e identificar la canción».

Starr también influyó a Phil Collins, batería de Genesis, quien dijo: «Starr está muy infravalorado. El tambor de la canción "A Day in the Life" tiene cosas muy complejas. Puedes coger un gran batería de hoy y decirle: "Lo quiero como eso". No sabría cómo hacerlo». En septiembre de 1980, John Lennon comentó en una entrevista a Rolling Stone: 

«Ringo era una estrella por derecho propio en Liverpool antes de que nos conociéramos. Ringo era un batería profesional que cantaba y tocaba y estaba en uno de los mejores grupos de Gran Bretaña, pero especialmente de Liverpool. De modo que el talento de Ringo habría salido de un modo u otro... Cualquiera que sea la chispa de Ringo, todos la conocíamos pero no podíamos poner un dedo sobre ella. Si es tocar, actuar o cantar, no lo sé. Hay algo en él que es proyectable y que habría surgido individualmente... Ringo es un maldito buen batería»

Además de Lennon, McCartney y Harrison también reconocieron a Starr, en un gesto de compañerismo, como el mejor batería del mundo. Tras abandonar las sesiones de grabación de The White Album (1968) y tomarse unas vacaciones en el yate de Peter Sellers en el Mediterráneo, Starr se encontró a su regreso a Londres su batería cubierta de flores. En el mismo sentido, el 31 de enero de 1969, un día después de que el grupo ofreciese su último concierto en la azotea de los Apple Studios en Savile Row, McCartney mandó una postal a Starr que decía: «You are the greatest drummer in the world. Really» —en español: «Eres el mejor batería del mundo. De verdad»—. Una copia de la postal aparece en su libro Postcards from the Boys.
En un extensivo estudio sobre las sesiones de grabación de The Beatles, el historiador Mark Lewisohn confirmó que Starr era a la vez competente, muy fiable y consistente. Según Lewisohn, hubo menos de doce ocasiones durante los ocho años en los que The Beatles grabaron juntos en los que el grupo tuviera que parar de grabar debido a un error de Ringo, atribuyendo la mayoría de los errores a los otros tres beatles. Starr está también considerado una influencia en las técnicas modernas de percusión como el matched grip —el modo de agarrar las baquetas— y el uso de dispositivos de amortiguación en los anillos de la batería, así como en la colocación del instrumento sobre plataformas para darle mayor visibilidad. Según Ken Micaleff y Donnie Marshall, autores de Classic Rock Drummers: «El sonido del tom y los delicados trabajos con la caja fueron imitados por miles de baterías».

### Contribuciones vocales
Durante la existencia de The Beatles, Starr cantó un promedio de canción por álbum en todos los discos del grupo, en un intento por establecer una personalidad vocal para cada miembro de la banda. En varios casos, John Lennon o Paul McCartney compusieron canciones específicamente para él, tales como «Yellow Submarine» en Revolver (1966) o «With a Little Help from My Friends» en Sgt. Pepper's Lonely Hearts Club Band (1967). Además, las melodías fueron adaptadas a su limitado registro vocal de barítono. Ringo también contribuyó en los coros de canciones como «Maxwell's Silver Hammer» y «Carry That Weight», de Abbey Road. y ejerció como vocalista principal de sus propias composiciones, tales como «Don't Pass Me By» y «Octopus's Garden». También cantó en «I Wanna Be Your Man», «Boys», «Matchbox», «Honey Don't», «Act Naturally», «Good Night», «What Goes On» y «If You've Got Trouble».

### Composiciones
Los giros gramaticales de Starr, llamados comúnmente ringoísmos, tales como «a hard day's night» —en idioma español: «La noche de un día duro»— y «tomorrow never knows» —en español: «Mañana nunca sabe»—, fueron usados a menudo por sus compañeros de The Beatles como títulos de canciones. McCartney comentó al respecto: «Ringo solía hacer estos malapropismos, solía decir cosas un poco mal, como la gente hace, pero los suyos eran maravillosos, muy líricos... Eran una especie de magia».
Sin embargo, frente al tándem compositivo Lennon/McCartney y al creciente trabajo de Harrison en la misma materia, la aportación de Starr al catálogo musical del grupo fue escaso, con apenas dos composiciones: «Don't Pass Me By» y «Octopus's Garden», publicadas en The White Album (1968) y Abbey Road (1969) respectivamente. El propio Starr reconoció su limitación a la hora de componer, y reconoció en el documental The Beatles Anthology que solía presentar a sus compañeros canciones que reconocían al instante como música de otros artistas, principalmente de Jerry Lee Lewis.
Además de inspirar a sus compañeros mediante el uso de malapropismos, Starr contribuyó ocasionalmente a terminar las letras de canciones de Lennon/McCartney, como en el caso del verso: «Darning his socks in the night when there's nobody there» —en español: «Remendando sus medias en la noche cuando no hay nadie ahí»— en la canción «Eleanor Rigby».
Starr figura también como coescritor de varias canciones: «What Goes On», «Flying» y «Dig It». En material publicado tras la separación de The Beatles, fue acreditado como compositor de «Taking a Trip to Carolina» y recibió acreditación en otras cinco canciones del grupo: «12-Bar Original», «Los Paranoias» y «Christmas Time (Is Here Again)», así como en los instrumentales «Suzy Parker» y «Jessie's Dream», presentes en los largometrajes Let It Be y Magical Mystery Tour respectivamente.

## Premios y reconocimientos

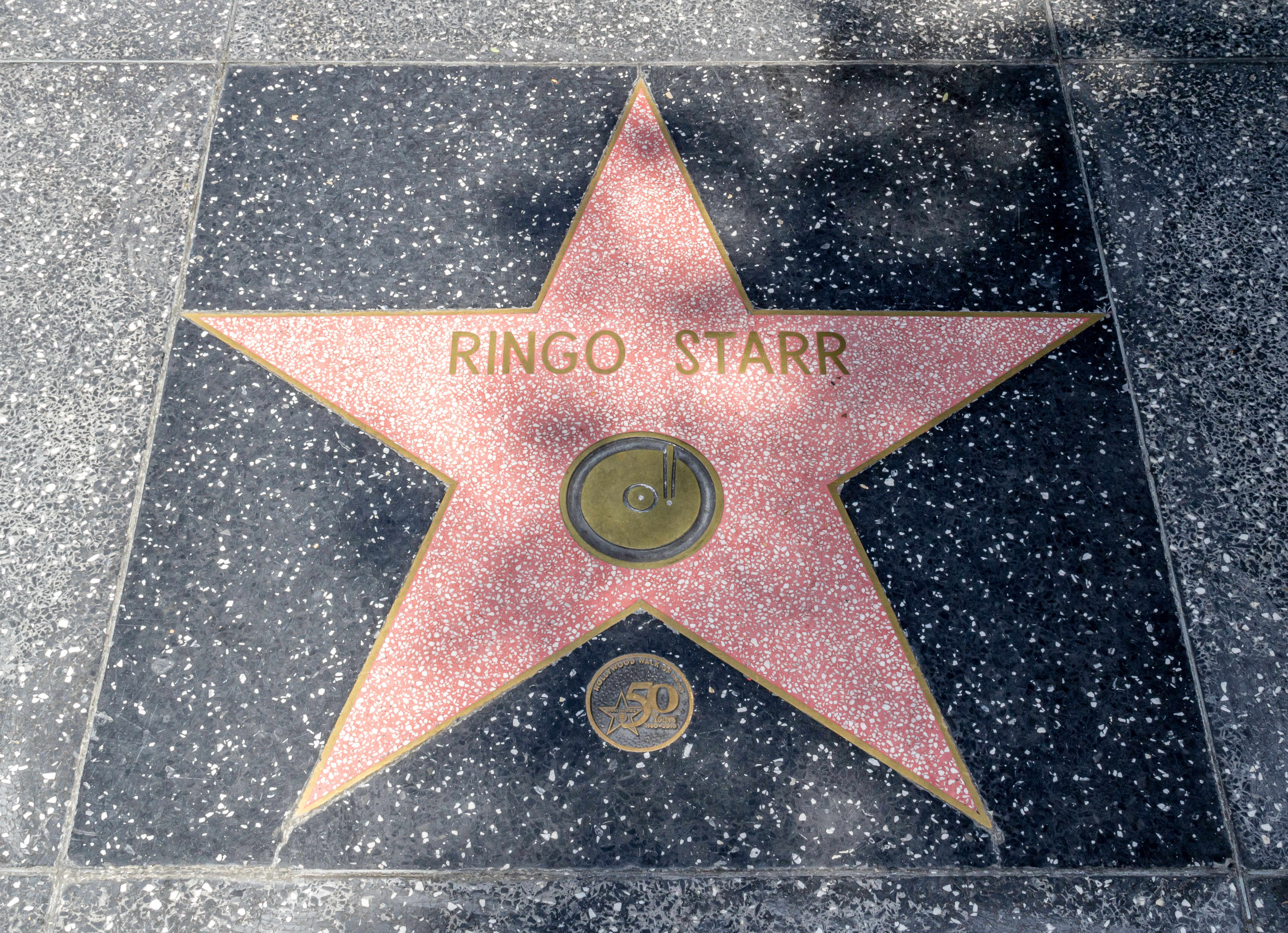
Estrella de Ringo Starr en el paseo de la Fama de Hollywood

El 12 de junio de 1965, Starr y los otros tres beatles fueron reconocidos como miembros de la Orden del Imperio Británico, recibiendo la insignia de manos de la Reina Isabel II en su investidura en el Palacio de Buckingham. Junto con sus compañeros de The Beatles, fue nominado a un premio BAFTA al mejor debutante por la película de 1964 A Hard Day's Night y ganó un Óscar a la mejor banda sonora por la película de 1970 Let It Be. 
El asteroide (4150) Starr, descubierto el 31 de agosto de 1984 por B. A. Skiff en la Estación Anderson Mesa del Observatorio de Lowell, fue nombrado como tal en su honor. Starr fue nominado en 1989 a un Daytime Emmy Award como destacado intérprete en una serie infantil por su papel como Mr. Conductor en la serie Shining Time Station.
Los cuatro miembros de The Beatles fueron incorporados al Salón de la Fama del Rock and Roll como grupo en 1988. Tras las incorporaciones de John Lennon, Paul McCartney y George Harrison en 1994, 1999 y 2004 respectivamente, Ringo fue incluido en el Salón de la Fama como solista en 2015.
En 2002, Starr fue introducido en el Salón de la Fama de la Percussive Arts Society junto a Ed Thigpen y John S. Pratt. El 9 de noviembre de 2008, aceptó un Diamond Award en nombre de The Beatles durante los World Music Awards de 2008 celebrados en Mónaco. El 8 de febrero de 2010, fue homenajeado con la estrella número 2 401 en el paseo de la fama de Hollywood, localizada frente al edificio de Capitol Records en la 1750 North Vine Street.
El 20 de marzo de 2018, Starr es nombrado "Sir" o Caballero del Imperio Británico por el duque de Cambridge, William. Ringo declaró que esta distinción es "un honor y un placer" ser "considerado y reconocido" por su música y por su trabajo benéfico, ya que ama ambas cosas.
En Durango, Dgo. México en la calle peatonal Constitución hay una placa en el paseo de la fama de los actores que han pisado la "tierra del cine en México", lo anterior con relación a la película que filmó en aquellas tierras "The Caverman" al lado de Barbara Bach, en el año 1980.

## Discografía
En solitario
| - 1970: Sentimental Journey - 1970: Beaucoups of Blues - 1973: Ringo - 1974: Goodnight Vienna - 1976: Ringo's Rotogravure - 1977: Ringo the 4th - 1978: Bad Boy - 1981: Stop and Smell the Roses - 1983: Old Wave - 1992: Time Takes Time - 1998: Vertical Man - 2003: Ringo Rama | - 2005: Choose Love - 2008: Liverpool 8 - 2010: Y Not - 2012: Ringo 2012 - 2015: Postcards from Paradise - 2017: Give More Love - 2019: What's My Name - 2021: Zoom In (EP) - 2021: Change the World (EP) - 2022: EP3 (EP) - 2023: Rewind Forward (EP) - 2024: Crooked Boy - 2025: Look Up |

Con Ringo Starr & His All-Starr Band
| - 1990: Ringo Starr and His All Starr Band - 1992: Ringo Starr and His All-Starr Band Volume 2: Live From Montreux - 1993: Ringo Starr and His Third All-Starr Band - 2001: The Anthology... So Far | - 2002: King Biscuit Flower Hour Presents Ringo & His New All-Starr Band - 2004: Tour 2003 - 2008: Ringo Starr & His All Starr Band Live 2006 - 2010: Live at the Greek Theatre 2008 |